# Canon EOS 700D
650D 750D / 760D
Le Canon EOS 700D, appelé Canon EOS Rebel T5i en Amérique du Nord et Canon EOS Kiss X7i au Japon, est un appareil photographique reflex numérique mono-objectif de 18,0 mégapixels fabriqué par Canon et annoncé en France pour avril 2013. Il est vendu nu, ou en kit avec les nouveaux objectifs EF-S 18-55 mm f/3.5-5.6 STM ou EF-S 18-135 mm f/3.5-5.6 STM.
L'appareil a été critiqué pour n'apporter que peu d'améliorations par rapport à son prédécesseur, l'EOS 650D,,. Le principal changement est la molette de sélection des modes qui tourne sur 360°.
On notera cependant qu'il est fabriqué au Japon alors que le 650D était fabriqué en Chine.

## Caractéristiques
- Capteur CMOS APS-C (22,3 mm × 14,9 mm)
- Processeur d'images : DIGIC 5
- Définition : 18 millions de pixels
- Ratio image : 3:2
- Viseur : pentamiroir avec couverture d'image d'environ 95 %
- Mode Live View avec couverture 99 % et 30 images par seconde
- Autofocus : 9 collimateurs croisés
- Monture EF et Monture EF-S
- Vidéo 1080p avec autofocus continu (Hybrid CMOS AF)
- Flash intégré
- Sensibilité : Auto de 100 à 6400 ISO, extensible à 25600 ISO.
- Autonomie : Environ 440 déclenchements à 23 °C (50% Flash) et 400 déclenchements à 0 °C (50% Flash)